# Euphonia anneae
L'eufonia corona fulva od organista corona fulva (Euphonia anneae Cassin, 1865) è un uccello passeriforme della famiglia dei Fringillidi.

## Etimologia
Il nome scientifico della specie, anneae, venne scelto in omaggio ad Anne Eliza Elliot, moglie dello zoologo statunitense Daniel Giraud Elliot: il suo nome comune è invece un riferimento alla livrea dei maschi.

## Descrizione

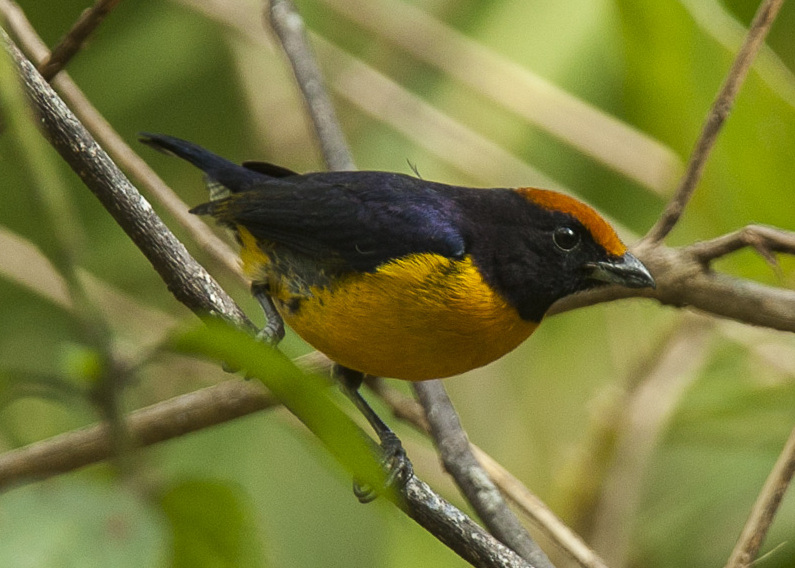
Maschio in natura.

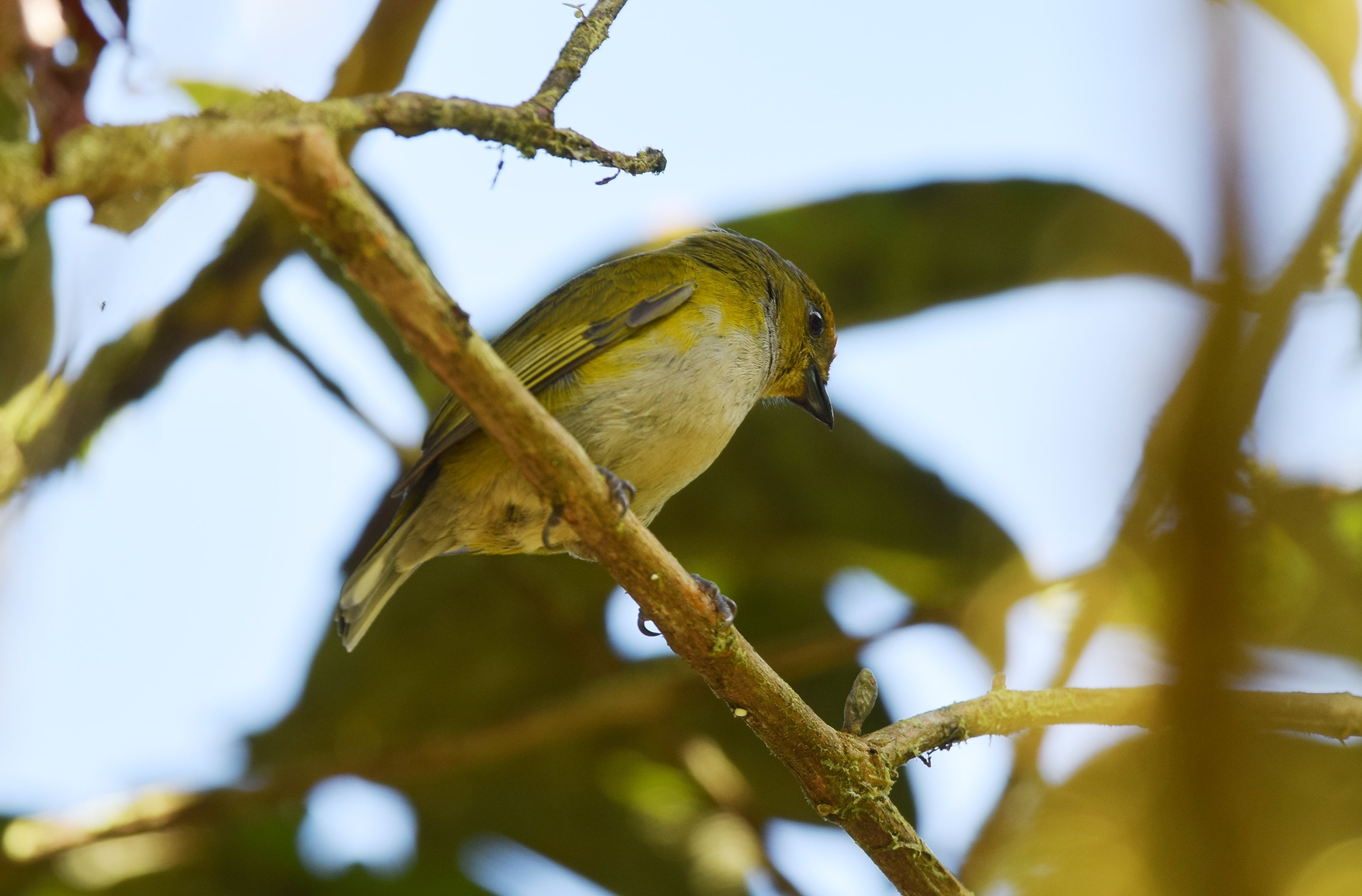
Femmina in natura.

### Dimensioni
Misura 11 cm di lunghezza, per 14,4-15,4 g di peso.

### Aspetto
Si tratta di un uccelletto dall'aspetto robusto, munito di testa arrotondata, becco conico corto e forte, ali appuntite e coda squadrata.
Il piumaggio presenta dimorfismo sessuale netto: nei maschi testa, dorso, ali e codione sono di colore nero-bluastro, con riflessi metallici purpurei su nuca e area dorsale, mentre petto, ventre e fianchi sono di colore giallo (con sottocoda che sfuma nel biancastro) e fronte e vertice si presentano di color ruggine, caratteristica dalla quale la specie ricava il proprio nome comune.

Le femmine mancano invece quasi del tutto del pigmento nero cefalico e dorsale (presente solo su coda e remiganti, il cui orlo è giallastro) e del lipocromo giallo: la loro livrea è dominata dorsalmente dal verde-oliva, che sfuma nel giallastro ai lati del petto, sui fianchi e nell'area della cloaca, mentre la faccia assume sfumature arancio-ruggine e gola, petto, ventre e sottocoda sono di colore grigio-biancastro. In ambedue i sessi gli occhi sono di colore bruno scuro, mentre sia le zampe che il becco sono di colore nerastro.

## Biologia

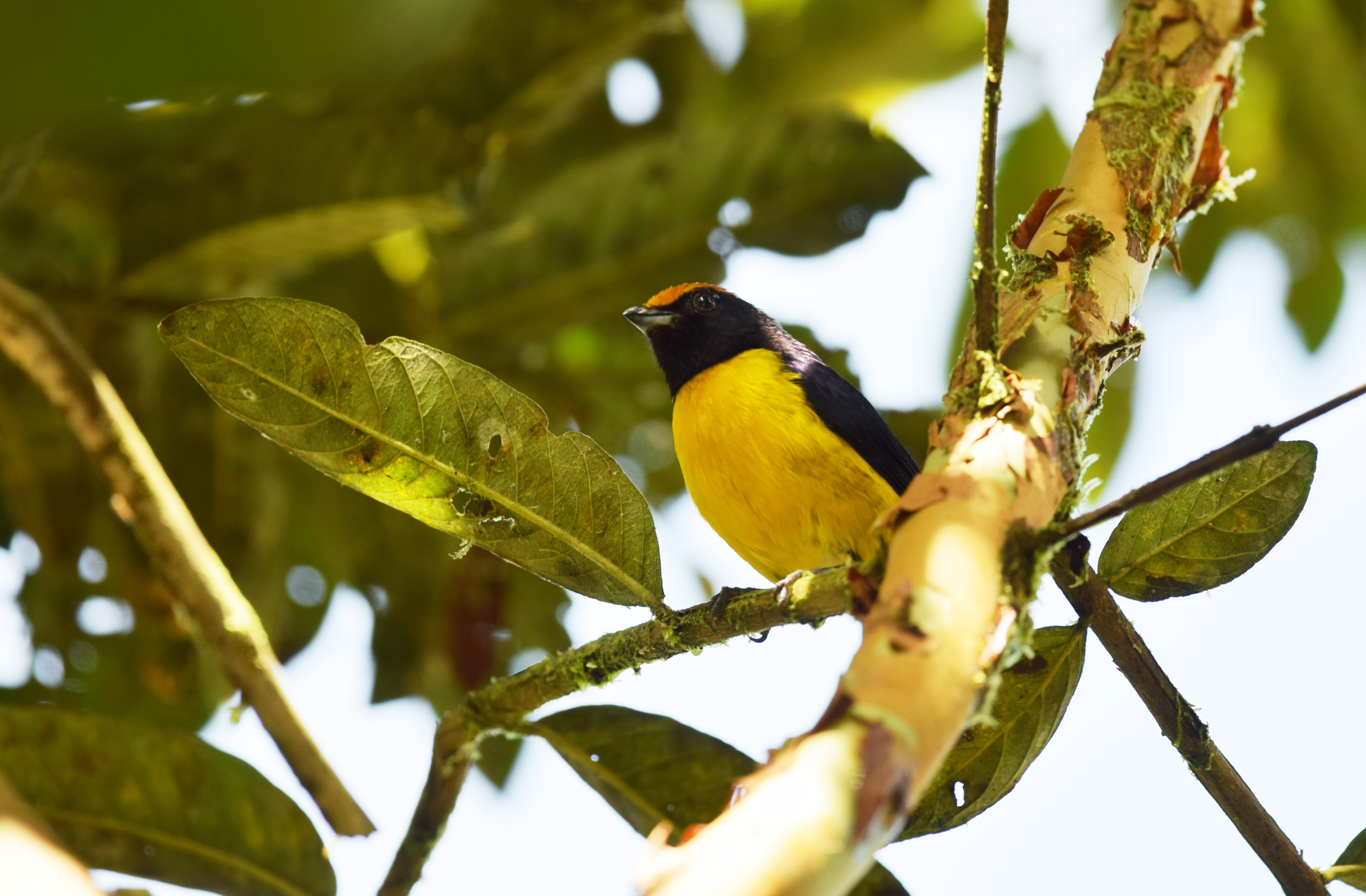
Maschio nella Costa Rica

Si tratta di uccelli diurni, che vivono da soli o in coppie e che passano la maggior parte della giornata fra la vegetazione alla ricerca di cibo.

### Alimentazione
La dieta di questi uccelli è essenzialmente frugivora, componendosi perlopiù di bacche di Loranthaceae e Melastomataceae, Ericaceae, fichi e, sebbene sporadicamente ed in maniera casuale, anche di insetti ed altri piccoli invertebrati.

### Riproduzione
La stagione riproduttiva va da marzo a giugno: si tratta di uccelli monogami.
Il nido ha forma globosa e viene costruito da ambedue i partner ben al riparo fra le fronde di un albero: la parte esterna è costituita da rametti e fibre vegetali, mentre la parte interna è foderata da materiale soffice. Al suo interno, la femmina depone 2-5 uova, che provvede a covare da sola (col maschio che staziona di guardia nei pressi del nido e si occupa di reperire il cibo per sé e per la compagna) per circa due settimane, al termine delle quali schiudono pulli ciechi ed implumi.

I nidiacei vengono imbeccati ed accuditi da ambedue i genitori: essi s'involano attorno alle tre settimane dalla schiusa, rimanendo nei pressi del nido e seguendo i genitori durante i loro spostamenti, continuando a chiedere loro l'imbeccata (sebbene sempre più sporadicamente) ancora per una decina di giorni prima di allontanarsene in maniera definitiva.

## Distribuzione e habitat

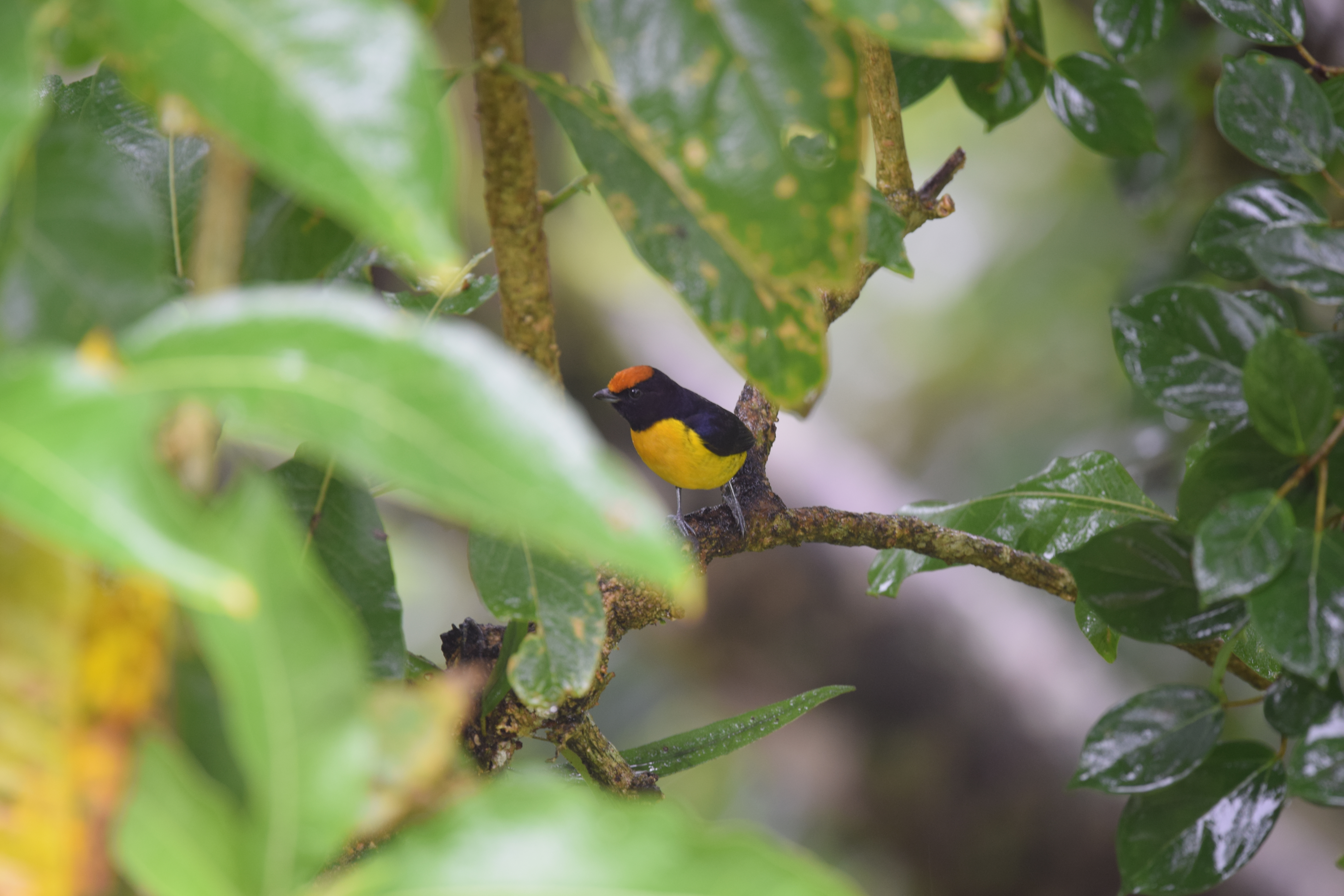
Maschio nella Costa Rica

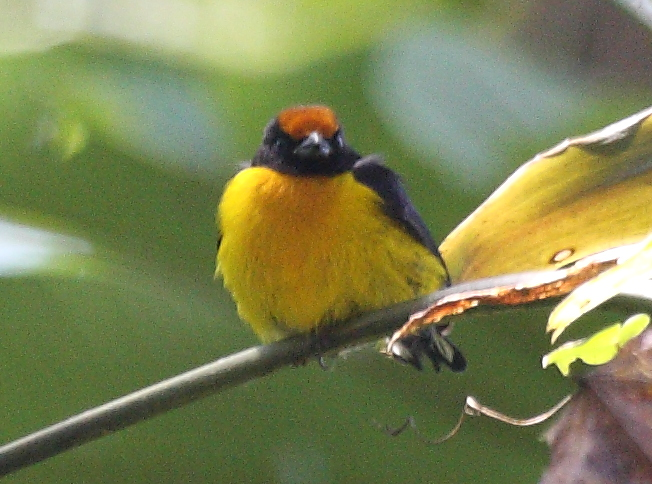
Maschio a Gamboa

L'eufonia corona fulva è diffusa nella porzione meridionale dell'America centrale, occupando un areale che va dalla Costa Rica all'area di confine fra Panama e l'estremità nord-occidentale della Colombia (Darién e Golfo di Urabá).
L'habitat di questi uccelli è rappresentato dalle aree di foresta umida collinare e montana e dalla foresta nebulosa, con predilezione per le aree di foresta secondaria e delle radure sul limitare della foresta primaria.

## Tassonomia
Se ne riconoscono due sottospecie:

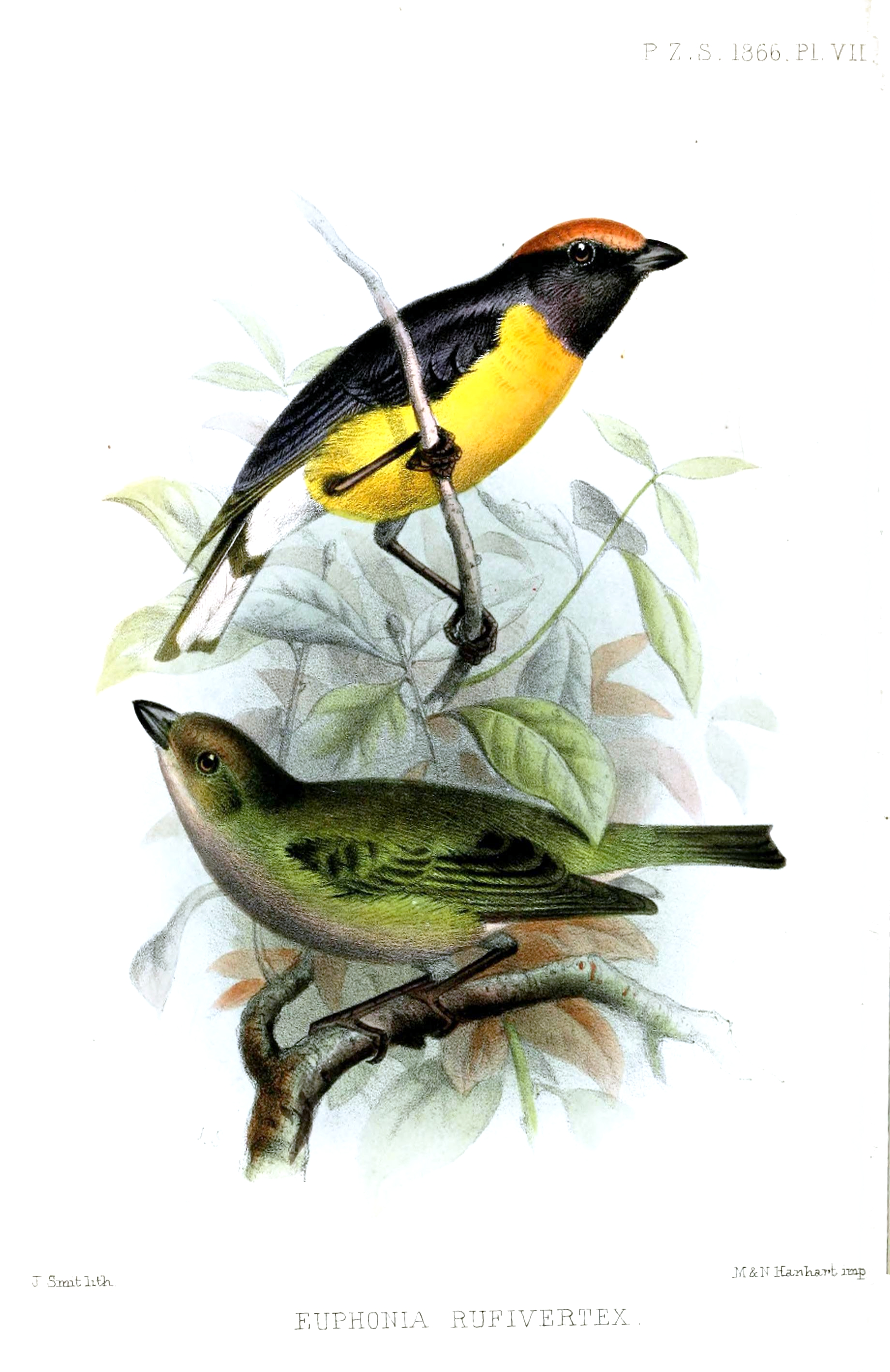
Illustrazione di coppia (maschio in alto) della sottospecie rufivertex

- Euphonia anneae anneae Cassin, 1865 - la sottospecie nominale, diffusa lungo la costa caraibica di Costa Rica e Panama nord-occidentale;
- Euphonia anneae rufivertex Salvin, 1866 - diffusa nella porzione sud-orientale dell'areale occupato dalla specie, a partire dalla porzione centro-orientale di Panama (a est della provincia di Veraguas).